# Новые Постройки
Новые Постройки — посёлок в Зерноградском районе Ростовской области России.
Входит в состав Манычского сельского поселения.

## География

### Улицы
- ул. Вольная,
- ул. Донская,
- ул. Сельская,
- ул. Степная,
- пер. Казачий.

## История
Посёлок Новые Постройки изначально был всего лишь «остановкой» для рабочих в полях, где они отдыхали и обедали в столовой.

## Население
| 2010 |
| ---- |
| 275  |